# Lenny Bruce
Lenny Bruce, rodným jménem Leonard Alfred Schneider (13. října 1925 – 3. srpna 1966) byl americký stand-up komik. Jeho rodiče se rozvedli, když mu bylo pět let. V roce 1942, když mu bylo šestnáct let, se stal členem námořnictva Spojených států amerických a aktivně sloužil na lodi USS Brooklyn (CL-40) během druhé světové války. Po návratu zahájil v New Yorku svou kariéru komika. Později byl obviněn z obscenity na pódiu a byla mu odebrána licence pro vystupování v newyorských klubech. Za to se mu v roce 2003 posmrtně omluvil newyorský guvernér George Pataki. Své poslední vystoupení měl v červnu 1966 v sanfranciském klubu Fillmore West, kde vystupoval s hudebníkem Frankem Zappou. Zemřel v srpnu téhož roku ve věku čtyřiceti let. V letech 1951 až 1957 byla jeho manželkou striptérka Honey Harlow, s níž měl jedno dítě – dceru Kitty, která se narodila roku 1955.

## Reflexe v umění
Na svoji desku Shot of Love z roku 1981 nahrál Bob Dylan píseň Lenny Bruce. Komik je jednou z hlavních postav románu Dona DeLilla Underworld z roku 1997, který česky vyšel pod názvem Podsvětí v roce 2002.